# Окунь, Герберт Абрамович
Герберт Абрамович О́кунь — советский конструктор вооружений.

## Биография
1939 год — заместитель начальника отдела ЦКБ-22 (Центральное конструкторское бюро по разработке взрывателей).
В 1942—1944 годах начальник и главный конструктор Московского филиала ЦКБ-22 Наркомата боеприпасов.
После войны — конструктор ОКБ завода № 571.
Кандидат технических наук, доцент МВТУ имени Н. Э. Баумана.

## Награды и премии
- Сталинская премия третьей степени (1947) — за разработку нового типа взрывателя (МГ-37).
- Сталинская премия (1954) — за разработку и создание взрывателя к крылатой ракете «Комета».
- орден Ленина (22.5.1939)
- орден Трудового Красного Знамени (24.1.1944)
- орден «Знак Почёта»
- орден Отечественной войны II степени (18.11.1944)
- медали